# Spunk/This Is Crap
A Spunk/This is Crap a Sex Pistols angol punkegyüttes ritkaságnak számító lemeze. A Never Mind the Bollocks, Here’s the Sex Pistols 1996-os újrakiadásával jelent meg. A korábbi Spunk bootleg új kiadása, kilenc új felvétellel.

## Az album dalai
1. Seventeen
2. Satellite
3. No Feelings
4. I Wanna Be Me
5. Submission
6. Anarchy in the U.K.
7. God Save the Queen
8. Problems
9. Pretty Vacant
10. Liar
11. EMI
12. New York
13. Problems
14. No Feelings
15. Pretty Vacant
16. Submission
17. No Feelings
18. EMI
19. Satellite
20. Seventeen
21. Anarchy in the U.K.